# Xe đạp (phim hoạt hình)
Xe đạp là một phim hoạt hình cắt giấy của đạo diễn Nguyễn Thị Phương Hoa.

## Nội dung
Chiếc xe đạp bon bon chạy trên đường, gặp hết trở ngại này đến trở ngại khác. Trên hành trình của mình, băng qua những con đường khấp khểnh, gập ghềnh, đèo dốc… có lúc bánh xe bị văng ra, gióng xe gần như gãy, lúc lại chạy đua cùng vầng trăng và nhiều khi tưởng như bất lực khi phải đối đầu với con trâu to lừng lững án đường… nhưng rồi nó đã vượt qua tất cả để tiếp tục cuộc hành trình.
Trong mỗi lúc khó khăn, hình ảnh cánh diều xuất hiện trên bầu trời như một nguồn động viên chiếc xe và tượng trưng cho khát vọng vươn tới của con người.

## Ê-kíp
- Âm nhạc: Quốc Trung
- Họa sĩ diễn xuất: Hoàng Lộc

## Vinh danh
- Đề cử phim hoạt hình xuất sắc nhất - Liên hoan phim châu Á - Thái Bình Dương lần thứ 45 (2000)
- Giải A - Hội Điện ảnh (2000)
- Liên hoan phim Việt Nam lần thứ 13 (2001) - Hạng mục Phim hoạt hình[1]
  - Giải Bông sen Vàng
  - Đạo diễn xuất sắc
  - Biên kịch xuất sắc
  - Họa sĩ diễn xuất xuất sắc[2]

## Hậu trường
Kịch bản của bộ phim "Xe đạp" của nhà biên kịch Phạm Sông Đông chỉ vỏn vẹn 300 từ. Nhiều bạn đồng nghiệp chúc mừng: Đông đã tới thời kỳ mỗi chữ một "nắm" tiền, khi chia số tiền hơn ba triệu đồng cho ba trăm chữ trong kịch bản !. Phạm Sông Đông thổ lộ: "Ý tưởng viết phim ngắn của tôi đã xuất hiện từ rất lâu. Nó càng thôi thúc hơn khi trên thế giới đã có nhiều thành tựu về mảng phim này nhưng ở Việt Nam lại quá hiếm !". Chị đã viết kịch bản phim "Xe đạp" từ mong ước đi tìm một nhân vật quen thuộc, gần gũi và gắn bó với đất nước mình, bao nhiêu tiếng cười, bao nhiêu sự nếm trải... trong 300 con chữ.
Đạo diễn Nguyễn Thị Phương Hoa thì nói: "Về công tác tại Hãng phim hoạt hình Việt Nam đã 16 năm, nay tôi mới thấy một kịch bản phim mang tính xã hội, chút gai góc, súc tích, giản dị, giàu hình ảnh, gợi mở ra nhiều ý tưởng cho người đạo diễn sáng tạo !".